# Il coltello nella piaga
Il coltello nella piaga (Le couteau dans la plaie), distribuito anche col titolo Terza dimensione, è un film poliziesco del 1962 diretto da Anatole Litvak.

## Trama

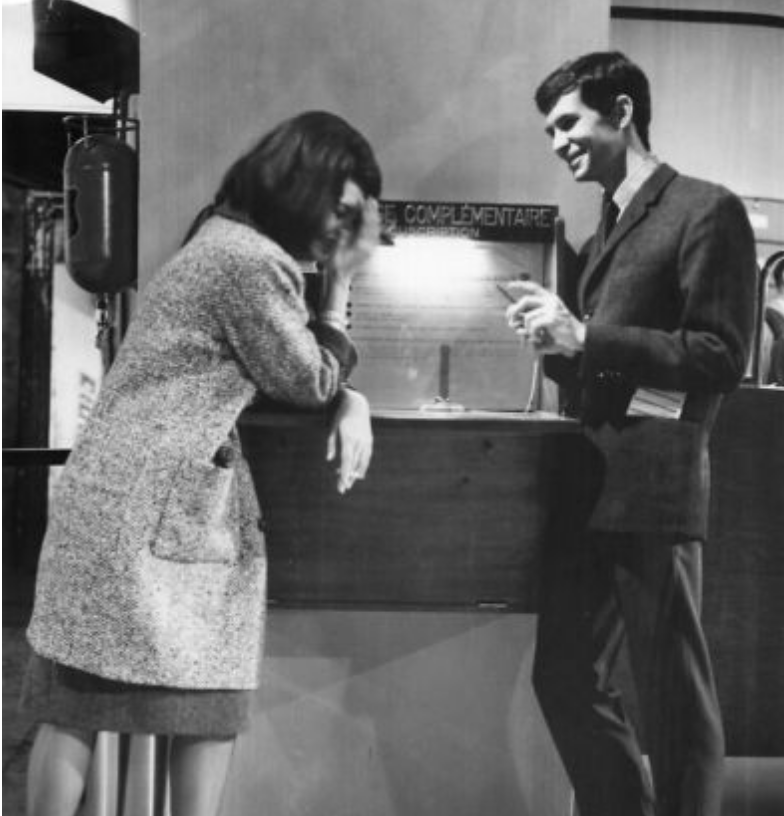
I protagonisti Sophia Loren e Anthony Perkins sul set del film

Parigi. Lisa Maklin, stanca del bizzarro e aggressivo marito Robert, a cui non si sente più legata, vorrebbe lasciarlo, ma inaspettatamente le viene comunicata la sua morte in un incidente aereo. All'improvviso però lo vede ricomparire, deciso a fingere la propria morte per riscuotere la vistosa assicurazione. Lisa vorrebbe ribellarsi al progetto, ma lui la costringe a subirlo e a collaborare agli accertamenti, fingendo di essere una vedova disperata e continuando la propria attività in un atelier d'alta moda.
Un certo Barnes si innamora di lei e Robert, che nell'attesa di incassare il denaro vive nascosto nella propria abitazione, capisce che sta per perdere la moglie, allora le promette di scomparire dalla sua vita appena raggiunto il suo scopo. Però, riuscita la frode, egli vorrebbe costringerla a seguirlo e inizia a ricattarla. Lisa, esasperata e fuori di sé, decide di sopprimerlo investendolo con l'automobile e facendone poi scomparire il cadavere.
Barnes si accorge che il marito non è morto nell'incidente aereo ma che è rimasto nascosto nella casa di Lisa finché l'assicurazione non ha pagato la polizza, tuttavia telefona ad un suo amico avvocato per spiegare come si sono svolti i fatti: l'avvocato è un azzeccagarbugli e Lisa ritiene che riuscirà ad evitare delle conseguenze per lei in quanto non le interessano i soldi e l'ha fatto solo perché spinta dal marito che risulta comunque scomparso.

## Produzione

### Riprese
Il film venne girato totalmente a Parigi, in bianco e nero.
Sophia Loren e Anthony Perkins avevano già lavorato insieme nel film Desiderio sotto gli olmi (1958), diretto Delbert Mann e tratto dall'omonimo lavoro teatrale di Eugene O'Neill.

## Colonna sonora
La colonna sonora del film è stata scritta da Mikis Theodorakis, che aggiunse personalmente anche musiche originali di Jacques Loussier e Giuseppe Mengozzi.

### Tracce[3]
1. Mikis Theodorakis - Main Title - 1:56
2. Giuseppe Mengozzi - Twistin' The Twist - 1:56
3. Georges Auric - Potpouri At Regine's - 1:01
4. Mikis Theodorakis - Airport - 0:45
5. Jacques Loussier - Boulevard Blues - 2:36
6. Mikis Theodorakis - The Ghost Part 1 - 1:03
7. Mikis Theodorakis - The Ghost Part 2 - 1:17
8. Jacques Loussier - Up There - 1:12
9. Jacques Loussier - Surprise Blues - 1:32
10. Mikis Theodorakis - First Step - 1:00
11. Mikis Theodorakis - Concorde - 1:17
12. Mikis Theodorakis - Cornice - 0:49
13. Mikis Theodorakis - Police Consulat - 1:50
14. Jacques Loussier - South American Potpourri - 2:45
15. Jacques Loussier - Paganini Twist - 1:54
16. Jacques Loussier - Polka In White - 0:27
17. Jacques Loussier - Bistrot - 2:31
18. Jacques Loussier - Polka Twist - 1:35
19. Mikis Theodorakis - Registred Letter - 1:04
20. Mikis Theodorakis - Accident - 1:21
21. Mikis Theodorakis - The Crime - 2:16
22. Mikis Theodorakis - The river - 1:32
23. Mikis Theodorakis - Finale - 3:19

## Distribuzione
Il film uscì per la prima volta nelle sale cinematografiche francesi il 12 dicembre del 1962, in Italia il 21 dicembre seguente e negli Stati Uniti, precisamente a New York, il 20  marzo dell'anno successivo.

## Accoglienza

### Incassi
Il film si rivelò un completo flop al botteghino, incassando solamente 32 mila dollari complessivi.

### Critica
Sul sito web Rotten Tomatoes, molti anni dopo, il film riceve il 29% delle recensioni professionali positive, con un voto medio di 5.5/10, basato su 7 recensioni. anche su Imdb il fil è stato stroncato e descritto "una delusione, per quanto riguarda cast e regia".